# Sylvain Gbohouo
Sylvain Gbohouo (* 29. Oktober 1988 in Bonoua) ist ein ivorischer Fußballtorhüter.

## Karriere

### Klub
Ab Anfang 2008 hütete er für Séwé Sports in San-Pédro den Kasten, mit welchen er von 2012 bis 2014 dreimal in Folge die Meisterschaft gewann. Während der Saison 2014/15 wechselte er zu Tout Puissant Mazembe in die Demokratische Republik Kongo. Bei dem Rekordmeister gewann er in den folgenden Jahren fünfmal die Meisterschaft und zudem die CAF Champions League 2015 sowie dreimal den CAF Confederation Cup. Seit September 2021 ist er Teil der Mannschaft von Wolkite Ketema in Äthiopien.

### Nationalmannschaft
Seinen ersten Einsatz für die ivorische Nationalmannschaft hatte er am 6. Juli 2013 bei einer 1:4-Niederlage gegen Nigeria während der Qualifikation für die Afrikanische Nationenmeisterschaft 2014. Als zweiter Torhüter kam er bei der Weltmeisterschaft 2014 nicht zum Einsatz. Nach ein paar Freundschaftsspielen wurde er bei der Qualifikation für den Afrika-Cup 2015 eingesetzt. Als Stammtorhüter bei der Endrunde spielte er bis zum Halbfinale. Im Finale wurde er dann durch eine Verletzung von Boubacar Barry ersetzt und wurde Afrikameister. Danach ging es weiter mit Freundschafts- und Qualifikationsspielen. Auch beim Afrika-Cup 2017 stand er im Kader, erhielt jedoch keinen Einsatz. Beim Afrika-Cup 2019 stand er wieder als Stammkraft im Kasten und kam mit der Mannschaft bis ins Viertelfinale.
Nach weiteren Qualifikationsspielen für den Afrika-Cup 2022 sowie die Weltmeisterschaft 2022 sollte er eigentlich auch im Kader der Endrunde des Afrika-Cups 2022 stehen. Jedoch wurde Ende 2021 in einer Urin-Probe von ihm Trimetazidin festgestellt, worauf er wegen Dopings für 18 Monate wettbewerbsübergreifend gesperrt wurde.